# 도킹 (서리주)

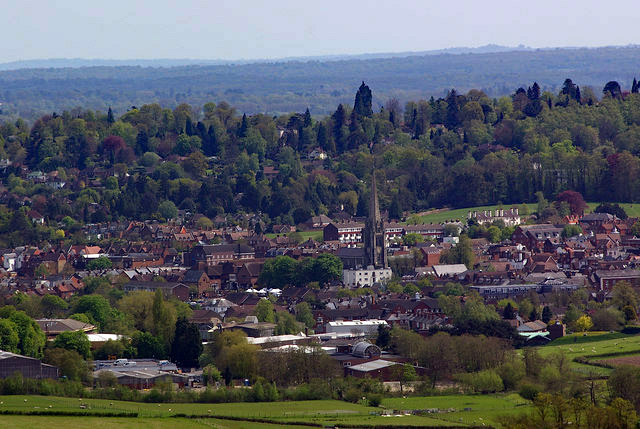

도킹(영어: Dorking)은 잉글랜드 서리주의 도시이다.